# Vilmos Bleier
 (mai 2021).
Si vous disposez d'ouvrages ou d'articles de référence ou si vous connaissez des sites web de qualité traitant du thème abordé ici, merci de compléter l'article en donnant les références utiles à sa vérifiabilité et en les liant à la section « Notes et références ».
Vilmos Bleier, né le 14 mai 1903 à Újpest (quartier de Budapest) et mort le 19 juin 1940 à  Paris 15e, est un espérantiste et éditeur hongrois.

## Biographie
Vilmos Bleier est directeur du Mouvement espérantiste des travailleurs hongrois (Magyar Országos Eszperantista Munkásegyesület) de 1923 à 1930.
En janvier 1931, il relance la maison d'éditions hongroise Literatura Mondo, spécialisée dans les publications en langue espéranto. 
En 1932, il organise des soirées littératures en langue espéranto lors du 24e congrès mondial d'espéranto de Paris.
En 1933, il fait publier la première édition de l'Enciklopedio de esperanto qui sera mis en vente début 1934.
En 1937, il organise de nouveau des soirées littératures en langue espéranto lors du 29e congrès mondial de Varsovie.
À la fin des années 1930, il se rend en France, s'éloignant du régime fasciste et antisémite de Miklós Horthy. Il meurt à Paris en 1940. Vilmos Bleier est enterré au cimetière parisien de Thiais dans la 82e division.